# Белиар (племе)
Белиар е аборигенско племе, съставено от нунгарци. Племето живее в южната част на Западна Австралия.
При пристигането на европейските заселници през 1829 г. племето наброява само 60 души, между които е и Йаган. Днес племето белиар не съществува.